# Mormò

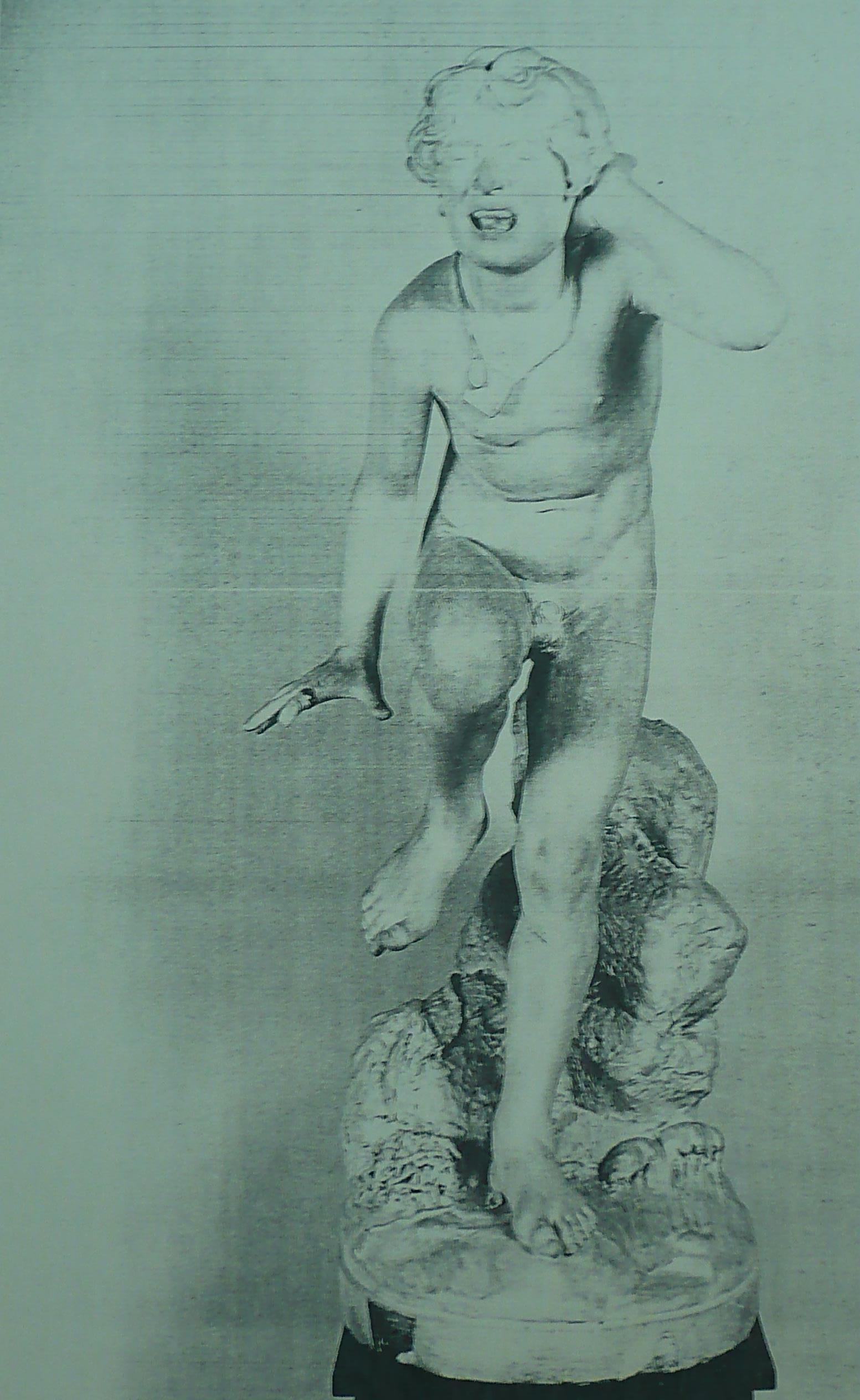
Mormo: Pesca inaspettata (Michele Tripisciano, 1884)

La Mormò  (Μορμώ, Μορμών) è una divinità minore dell'antica Grecia.
Nella superstizione greca Mormò era uno spettro femminile che si cibava del sangue dei bambini in fasce e che provocava disordine in case e botteghe; per questo motivo era generalmente nominata come spauracchio per i fanciulli.

## Fonti
La principale fonte relativa a Mormò è Aristofane e due sue commedie: Gli Acarnesi (582 sgg.) e La Pace (474 sgg.), ma sono anche presenti fonti minori, come gli scholia a Teocrito.